# Agnès Nkada
Agnès Nkada de son vrai nom Agnès Marie Claire Nkada, née le 12 mars 1995 à Akonolinga, est une footballeuse internationale Camerounaise évoluant au poste d'attaquante.

## Biographie

### Enfance
Elle est issue d’une famille modeste dans un village au Cameroun.

### Carrière en club
Elle joue au FC Lorient de 2016 à 2017 puis au Croix Blanche Angers Football de 2017 à 2018.
Elle s'engage avec le club espagnol de l'Extremadura UD Femenino (en) le 28 septembre 2019. En 2020, elle rejoint le PM Friol.

### Parcours international
Avec l'équipe du Cameroun, elle est troisième du Championnat d'Afrique 2012 et finaliste de la Coupe d'Afrique des nations 2016.